# Hemithyrsocera vittata
Hemithyrsocera vittata es una especie de cucaracha del género Hemithyrsocera, familia Ectobiidae.

## Distribución
Esta especie se encuentra en India, Birmania, Tailandia, Camboya y China (Yunnan, Fujian y Guizhou).